# Реджепов, Тимур Русланович
Тимур Русланович Реджепов (каз. Тимур Рұсланұлы Режепов; род. 6 июля 2002, Актау) — казахстанский футболист, защитник клуба «Алтай».

## Карьера
Воспитанник мангистауского футбола. Футбольную карьеру начинал в 2020 году в составе клуба «Каспий» в премьер-лиге. 1 июля 2020 года в матче против клуба «Тобол» Костанай дебютировал в казахстанской Премьер-лиге (0:2), выйдя на замену на 80-й минуте вместо Рахимжана Розыбакиева. 29 сентября 2020 года в матче против клуба «Актобе М» дебютировал во второй лиге (2:0).
В 2024 году подписал контракт с клубом «Акжайык».

## Статистика
| Клуб             | Сезон            | Лига | Лига | Кубок | Кубок | Еврокубки | Еврокубки | Итого | Итого |
| Клуб             | Сезон            | Игры | Голы | Игры  | Голы  | Игры      | Голы      | Игры  | Голы  |
| ---------------- | ---------------- | ---- | ---- | ----- | ----- | --------- | --------- | ----- | ----- |
| Каспий           | 2020             | 1    | 0    | —     | —     | —         | —         | 1     | 0     |
| Каспий           | 2023             | 11   | 0    | 1     | 0     | —         | —         | 12    | 0     |
| Каспий           | Итого            | 12   | 0    | 1     | 0     | —         | —         | 13    | 0     |
| → Каспий М       | 2020             | 3    | 0    | —     | —     | —         | —         | 3     | 0     |
| → Каспий М       | 2021             | 2    | 0    | —     | —     | —         | —         | 2     | 0     |
| → Каспий М       | 2022             | 19   | 3    | —     | —     | —         | —         | 19    | 3     |
| → Каспий М       | 2023             | 4    | 0    | —     | —     | —         | —         | 4     | 0     |
| → Каспий М       | Итого            | 28   | 3    | —     | —     | —         | —         | 28    | 3     |
| Акжайык          | 2024             | 0    | 0    | 2     | 0     | —         | —         | 2     | 0     |
| Акжайык          | Итого            | 0    | 0    | 2     | 0     | —         | —         | 2     | 0     |
| Всего за карьеру | Всего за карьеру | 28   | 3    | 3     | 0     | —         | —         | 43    | 3     |